# Fares (Gerona)
Fares es un lugar del municipio español de Sant Ferriol, perteneciente a la provincia de Gerona, en la comunidad autónoma de Cataluña.

## Toponimia
El nombre del lugar puede encontrarse referido con las grafías Faras y Fares.

## Historia
Hacia mediados del siglo XIX, el lugar tenía contabilizada una población de 52 habitantes. Aparece descrito en el octavo volumen del Diccionario geográfico-estadístico-histórico de España y sus posesiones de Ultramar de Pascual Madoz de la siguiente manera:

FARAS: ald. en la prov. y dióc. de Gerona (6 horas), part. jud. de Olot (4 1/2), aud. terr., c. g. de Barcelona: sit. á la márg. der. del r. Fluviá, entre las 2 carreteras de Gerona y Figueras á la v. de Besalú con la cual forma ayunt. Tiene una igl. parr. (Sta. Maria) aneja de la de dicha v., servida por un cura de ingreso. El térm. confina N. Dosques; E. Crespiá; S. Seriñá, y O. San Martin de Capellades. El terreno es flojo y pedregoso en el llano, y fuerte en la pequeña parte montuosa que tiene; corren por él los riach. Ser y Juinyel, y el mencionado Fluviá; le cruzan las citadas carreteras de Gerona y Figueras, y en esta última hay una venta. El correo se recibe de Besalú. prod.: trigo, legumbres, vino, aceite y frutas; cria ganado de varias clases, con preferencia el de cerda; caza de liebres, muchos conejos y perdices; y pesca de anguilas y barbos. pobl.: 11 vec., 52 alm. cap. prod.: 593,200. rs. imp.: 14,830 rs.
(Madoz, 1847, p. 21)

## Patrimonio
En el lugar hay una iglesia bajo la advocación de Santa María.